# Geòfon

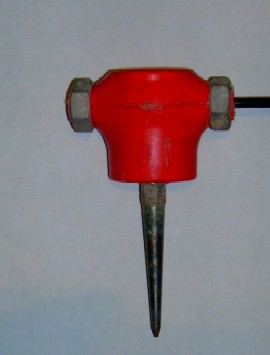
Geòfon electromagnètic

Un geòfon és un aparell utilitzat per a detectar sorolls subterranis. El geòfon converteix els moviments del sòl (desplaçament) en voltatge, el qual pot ésser registrat en una estació. La desviació d'aquest voltatge mesurat s'anomena resposta sísmica i és nalaitzada per l'estructura de la terra.
Està format essencialment per un micròfon i un amplificador i es fa servir en mètodes sísmics de prospecció i també per a rescatar persones soterrades accidentalment.

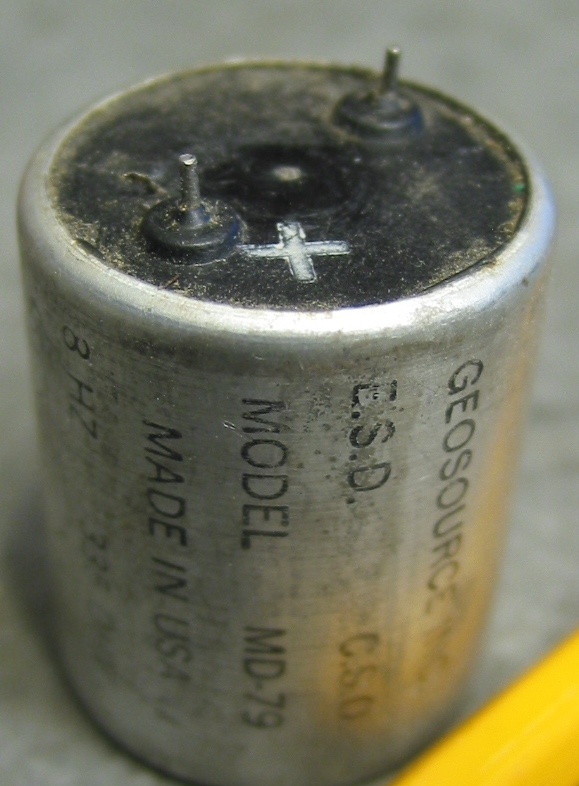
Geòfon Geosource Inc. MD-79—8Hz, 335Ω

Els geòfons històricament han estat aparells de circuits anàlegs passiu amb bobina. Els dissenys recents es basen en sistemes microelectromecànics (MEMS) que generen una resposta elèctrica en resposta al moviment de la terra.
En els mètodes sísmics de prospecció minera s'acostuma a registrar el moviment del sòl generats per explosius o camions vibradors.
Els geòfons són transductors de desplaçament, velocitat o acceleració que converteixen el moviment del sòl en un senyal elèctric. Gairebé tots els geòfons emprats en la prospecció sísmica a la superfície terrestre són del tipus electromagnètic.

## Geòfons electromagnètics
Un geòfon electromagnètic és un transductor de velocitat. Consta d'una bobina suspesa en un sistema de molles que es mou en un camp magnètic generat per un imant permanent. El sistema massa-molla més simple és el que no considera amortiment del moviment de la massa i que respon a l'equació diferencial:
{\displaystyle m{d^{2}x \over dt^{2}}+kx=0}
Essent:
- {\displaystyle m} la massa mòbil del sistema.
- {\displaystyle k} la constant de rigidesa de la molla
- {\displaystyle x} el desplaçaament de la massa respecte al punt d'equilibri estàtic.

La freqüència d'oscil·lació natural o pròpia del sistema està determinada per la constant de la molla i per la massa mòbil del sistema segons la relació:
{\displaystyle \omega _{0}=2\pi f_{0}={\sqrt {k \over m}}}
En el cas que el sistema massa-molla estigués amortit l'equació diferencial que descriu el seu comportament serà:
{\displaystyle m{d^{2}x \over dt^{2}}+c{dx \over dt}+kx=0}
on {\displaystyle c} és la constant d'amortiment. La freqüència pròpia del sistema dependrà d'aquesta constant de la forma:
{\displaystyle \omega _{0}=2\pi f_{0}={\sqrt {{k \over m}-{c^{2} \over 4m^{2}}}}}
La conversió del moviment de la massa en un senyal elèctric es realitza mitjançant un transductor inductiu. La massa mòbil porta incorporada una bobina que es desplaça en el camp magnètic generat per un imant permanent. Com a resultat s'obté un senyal elèctric que és proporcional a la velocitat amb què es mou el sistema, sempre que el camp magnètic i la geometria siguin adequadament elegits. La força electromotriu (FEM) induïda a la bobina pel desplaçament en un camp magnètic és:
{\displaystyle E=-L{dH \over dt}}
On:
- L és la inductància de la bobina.
- E és la FEM induïda.

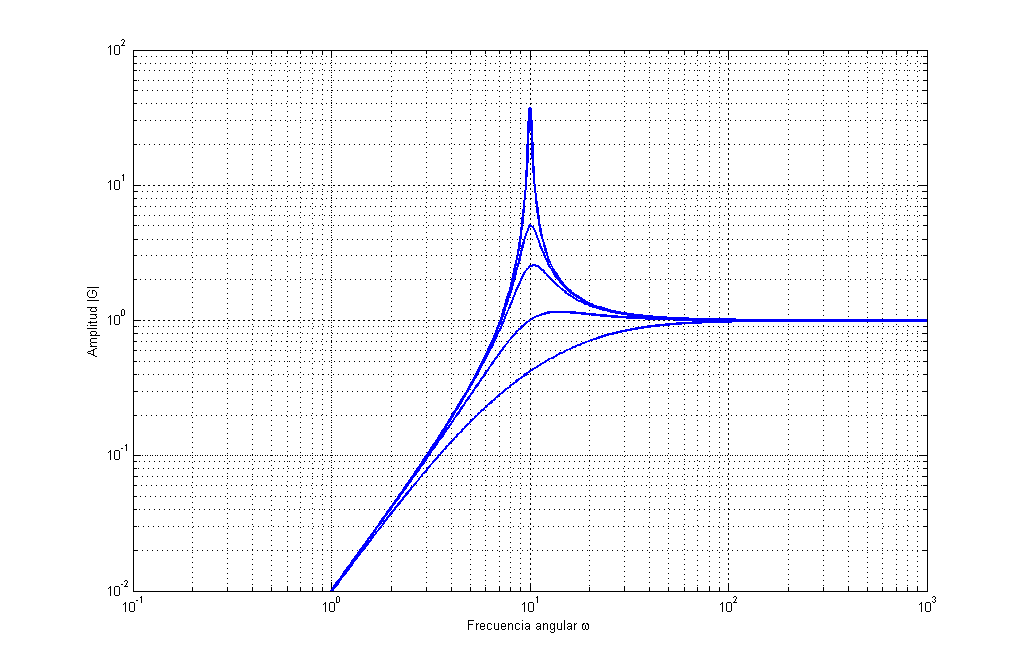
Resposta en amplitud d'un geòfon per a h = 0.01, 0.1, 0.2, 0.5 i 1.2

- H és la porció del camp magnètic de l'imant permanent ocupat per la bobina.

Suposant que {\displaystyle H=H_{0}x}, on x és la porció de la bobina present dins de 'enteferro:
{\displaystyle E=-LH_{0}{dx \over dt}}
Per la qual cosa la tensió induïda serà proporcional a la velocitat de la massa.
L'expressió de la transferència del sistema serà:
{\displaystyle T(\omega )={\omega ^{2} \over {\omega _{0}^{2}-\omega ^{2}+i(2\omega \omega _{0}h})}}

## Geòfons capacitatius
També és possible construir geòfons que treballen amb transductors capacitius. Aquests transductors proporcionen un senyal proporcional al desplaçament de la massa.

## Geòfons piezoelèctrics
Els geòfons piezoelèctrics són transductors d'acceleració. En aquest tipus de geòfons la massa del sistema descansa sobre un conjunt de plaques fetes d'algun material piezoelèctric sensible a la pressió com el quars o la turmalina.